# Толубеев, Юрий Владимирович
Ю́рий Влади́мирович Толубе́ев (18 апреля (1 мая) 1906, Санкт-Петербург — 28 декабря 1979, Ленинград) — советский актёр театра и кино. Герой Социалистического Труда (1976). Народный артист СССР (1956). Лауреат Ленинской (1959), Сталинской премии II степени (1947) и Государственной премии РСФСР имени К. С. Станиславского (1969).

## Биография
Юрий Толубеев родился в 1906 году в Санкт-Петербурге.
В 1925 году окончил 103-ю Советскую единую трудовую школу I и II ступени Володарского района Ленинграда (в настоящее время — гимназия № 155 Центрального района Санкт-Петербурга). В 1929 году окончил Ленинградский техникум сценических искусств (курс Л. С. Вивьена).
В 1926—1927 годах служил в Экспериментальном театре В. Н. Всеволодского-Гернгросса, в 1927—1928 — в Театре стажёров Техникума сценических искусств (Театр ТСИ), в 1928—1932 — в Театре актёрского мастерства под руководством Л. С. Вивьена (с 1931 года — филиал Ак-драмы). В 1932—1933 годах выступал на сцене Самарского краевого драматического театра, в 1933—1935 — Ленинградского окружного театра Красной Армии, в 1935—1941 — Красного театра и образованного после его слияния с Театром рабочей молодёжи в 1936 году Театра имени Ленинского комсомола в Ленинграде. Затем более тридцати лет, с 1942 по 1978 год, выступал на сцене Театра драмы имени А. С. Пушкина (ныне Александринский театр); в 1978—1979 годах служил в Большом драматическом театре.
В кино актёр начал сниматься в 1935 году, сыграв дебютную роль в фильме «Совершеннолетие». В числе его ранних работ заметное место занимают характеры цельных людей из народа, «рядовых революции», например в картинах «Выборгская сторона», «Человек с ружьём».

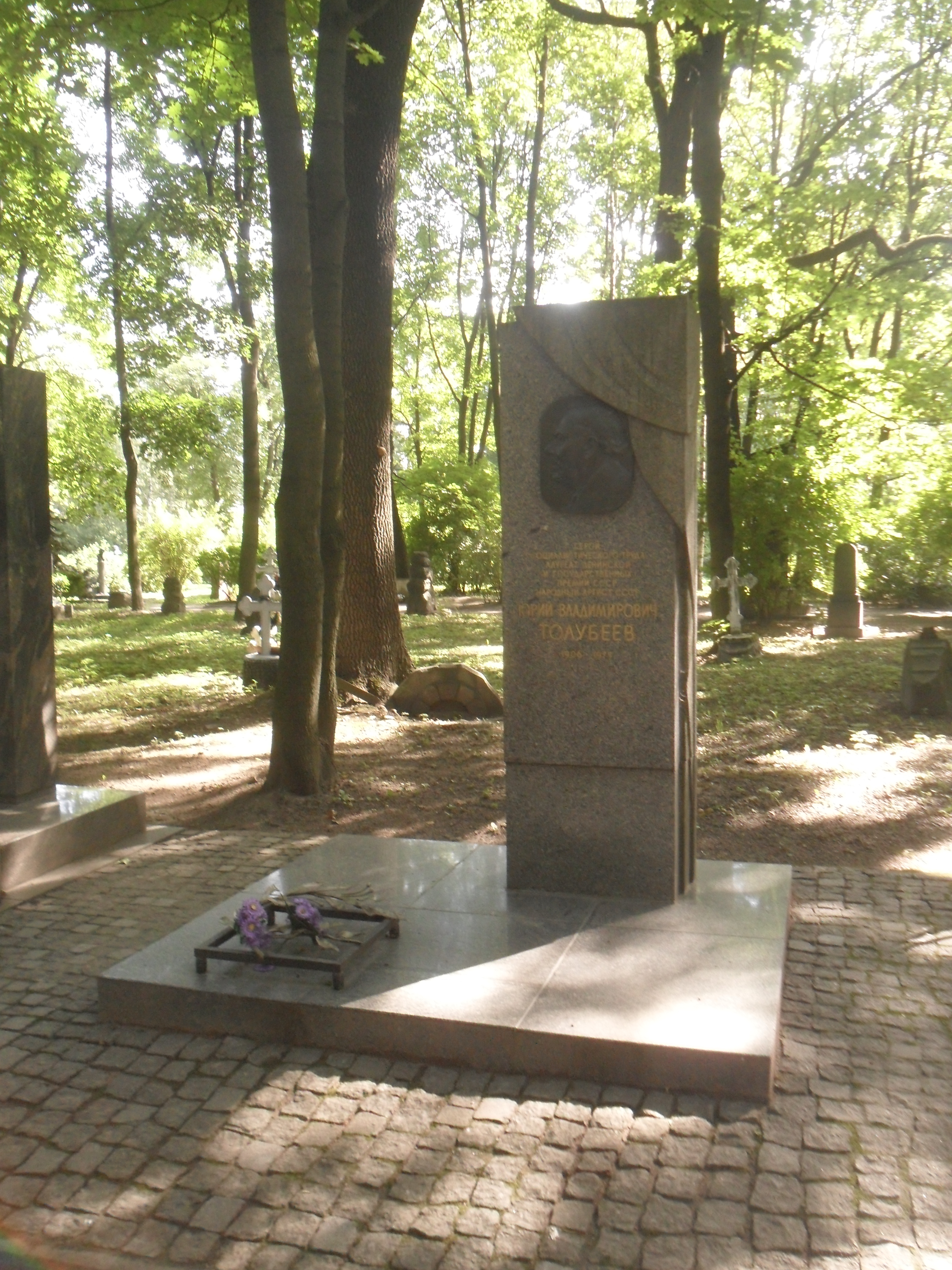
Могила Толубеева на Литераторских мостках в Санкт-Петербурге

Лучшие свои роли, ставшие подлинно классическими, сыграл в экранизациях произведений классической литературы: Полоний в «Гамлете» и Городничий в «Ревизоре» стали повторением его театрального успеха. Во всем мире получил признание созданный Ю. В. Толубеевым и Н. К. Черкасовым незабываемый дуэт Санчо Пансы и Дон Кихота в картине «Дон Кихот», поставленной Г. М. Козинцевым. Интересны также работы актёра в фильмах Н. Б. Бирмана — роли следователя Пилипенко в детективе «Авария» и техника Кузьмичёва в военной ленте «Хроника пикирующего бомбардировщика»
Умер 28 декабря 1979 года в Ленинграде от сердечного приступа. Похоронен на Литераторских мостках Волковского кладбища.

### Частная жизнь
Первым браком был женат на дочери своего театрального педагога и многолетнего художественного руководителя Театра драмы имени А. С. Пушкина Леонида Вивьена.
Второй его женой была актриса того же театра Тамара Ивановна Алёшина (1919—1999), заслуженная артистка РСФСР (1957). В этом браке родился сын — Андрей Толубеев (1945—2008), актёр, народный артист РСФСР (1991).
Третья жена — Галина, их дочь — Людмила, переводчик английского языка; внучка — Александра, ведущая программ на СПб ТВ, медийный деятель, дочь от брака Людмилы с Сергеем Игнатьевичем Курочкиным, инженером (1950—1983).

## Награды и звания
- Герой Социалистического Труда (1976)
- заслуженный артист РСФСР (1939)
- народный артист РСФСР (1951)
- народный артист СССР (1956)
- Сталинская премия второй степени (1947) — за исполнение роли генерала Ивана Анисимовича Пантелеева в спектакле «Победители» Б. Ф. Чирскова
- Ленинская премия (1959) — за исполнение роли Вожака в спектакле «Оптимистическая трагедия» В. В. Вишневского
- Государственная премия РСФСР имени К. С. Станиславского (1969) — за исполнение ролей Антона Ивановича Забелина, Матвея Дорофеевича Журбина, Николая Евгеньевича Богословского в спектаклях «Кремлёвские куранты» Н. Ф. Погодина, «Журбины» В. А. Кочетова, «Дело, которому ты служишь» Ю. П. Германа
- два ордена Ленина (1971, 1976)
- два ордена Трудового Красного Знамени (1950, 1966)
- орден «Знак Почёта» (1939) — за исполнение роли Егора Бугая в фильме «Выборгская сторона» (1938)
- медаль «За оборону Ленинграда» (1944)
- медаль «За доблестный труд в Великой Отечественной войне 1941—1945 гг.» (1946)
- медаль «В память 250-летия Ленинграда» (1957)
- медаль «За доблестный труд. В ознаменование 100-летия со дня рождения Владимира Ильича Ленина» (1970)

## Адреса в Ленинграде
- 1953—1963 — Суворовский проспект, 56[7].
- 1967—1979 — Петровская набережная, д. 4[8].

## Творчество

### Театральные работы
- 1924 — «Правда хорошо, а счастье лучше» А. Н. Островского — Амос Панфилович Барабошев
- 1933 — «Егор Булычов и другие» М. Горького — Егор Булычов
- 1934 — «Бойцы» Б. С. Ромашова — Ленчицкий-сын
- 1936 — «Последние» М. Горького — Коломийцев
- 1937 — «Земля» Н. Е. Вирты — Листрат
- 1937 — «Очная ставка» братьев Тур и Л. Р. Шейнина — Ларцев
- 1938 — «Без вины виноватые» А. Н. Островского — Шмага
- 1940 — «Варвары» М. Горького — Цыганов
- 1940 — «Фельдмаршал Кутузов» В. А. Соловьёва — М. И. Кутузов

### Ленинградский академический театр драмы им. А. С. Пушкина
- 1942 — «Горячее сердце» А. Н. Островского — Тарас Тарасович Хлынов
- 1942 — «Фронт» А. Е. Корнейчука — Мирон Горлов
- 1943 — «Нашествие» Л. М. Леонова — Колесников
- 1944 — «Нашествие» Л. М. Леонова — Николай Сергеевич Фаюнин
- 1945 — «Великий государь» В. А. Соловьёва — Борис Годунов
- 1946 — «Дядя Ваня» А. П. Чехова — Иван Петрович Войницкий
- 1946 — «Победители» Б. Ф. Чирскова — генерал Иван Анисимович Пантелеев, начальник укреплённого района
- 1947 — «Жизнь в цвету» А. П. Довженко — Терентий
- 1948 — «Лес» А. Н. Островского — Геннадий Демьянович Несчастливцев
- 1948 — «Полководец Суворов» И. В. Бахтерева и А. В. Разумовского — М. И. Кутузов
- 1952 — «Ревизор» Н. В. Гоголя — Антон Антонович Сквозник-Дмухановский
- 1954 — «Гамлет» Шекспира — Полоний
- 1954 — «Чайка» А. П. Чехова — Пётр Николаевич Сорин
- 1955 — «Оптимистическая трагедия» В. В. Вишневского — Вожак
- 1956 — «На дне» М. Горького — Бубнов
- 1958 — «Бег» М. А. Булгакова — генерал Григорий Лукьянович Чарнота
- 1959 — «Смерть коммивояжёра» А. Миллера — Вилли Ломен
- 1963 — «Журбины» по В. А. Кочетову — Матвей Дорофеевич Журбин
- 1964 —  «На диком бреге» по Б. Н. Полевому — Литвинов
- 1967 — «Дело, которому ты служишь», по мотивам трилогии Ю. П. Германа — Николай Евгеньевич Богословский
- 1967 — «Кремлёвские куранты» Н. Ф. Погодина — Антон Иванович Забелин
- 1971 — «Сказки старого Арбата» А. Н. Арбузова — Христофор Иванович Блохин
- 1972 — «Вишнёвый сад» А. П. Чехова — Фирс
- 1973 — «Горячее сердце» А. Н. Островского — Серапион Мардарьевич Градобоев
- 1974 — «Мёртвые души» по Н. В. Гоголю — Михаил Семёнович Собакевич
- 1976 — «Беседы с Сократом» Э. С. Радзинского — Сократ
- 1978 — «Эмигрант из Брисбена» Ж. Шеаде — Кучера

### Телеспектакли
- 1953 — Лес — Геннадий Демьянович Несчастливцев
- 1964 — Чайка — Сорин
- 1969 — Мёртвые души — Михаил Семёнович Собакевич
- 1971 — Повесть о том, как поссорился Иван Иванович с Иваном Никифоровичем — Иван Никифорович Довгочхун
- 1973 — Сказки Старого Арбата — Христофор Блохин

### Фильмография

#### Роли
- 1935 — Совершеннолетие — матрос Андрей
- 1935 — Лунный камень — геолог Попов
- 1936 — На отдыхе — Лебедев
- 1937 — Тайга золотая — директор прииска
- 1937 — Дочь Родины — председатель собрания
- 1937 — Шахтёры — Василий Иванович Чуб
- 1937 — Возвращение Максима — штрейкбрехер
- 1938 — Профессор Мамлок — Фриц
- 1938 — Человек с ружьём — революционный матрос
- 1938 — Выборгская сторона — солдат Бугай
- 1939 — Патриот — отец Коли Новикова
- 1939 — Великий гражданин — Михаил Степанович Земцов
- 1939 — Доктор Калюжный — Григорий Иванович Пархоменко, ослепший учитель
- 1940 — Яков Свердлов — Измайлов
- 1941 — Фронтовые подруги — Брагинский
- 1943 — Принц и нищий — Генрих VIII
- 1945 — Простые люди — Ерёмин
- 1945 — Великий перелом — генерал-майор Лавров
- 1946 — Остров Безымянный — Николай Кириллович Красинский
- 1947 — Пирогов — мясник
- 1949 — Сталинградская битва — А. А. Жданов
- 1949 — Александр Попов — Петрушевский
- 1949 — Константин Заслонов — секретарь ЦК КП(б) Белоруссии
- 1950 — Великая сила — Сергей Юлианович Абуладзе, академик
- 1951 — Белинский — М. С. Щепкин
- 1952 — Ревизор — Антон Антонович Сквозник-Дмухановский
- 1953 — Честь товарища — Генерал Пашков
- 1955 — Михайло Ломоносов — Пётр Иванович Шувалов
- 1955 — Неоконченная повесть — Николай Николаевич Сладков
- 1957 — Дон Кихот — Санчо Панса
- 1958 — День первый — ломовой извозчик
- 1959 — Шинель — Петрович
- 1960 — Положительная девочка (короткометражный) — эпизод
- 1961 — Горизонт — Голованов Андрей Иванович
- 1961 — Раздумья — Мигунов-отец
- 1962 — Душа зовёт (короткометражный) — Антон Данилович Сухов
- 1964 — Гамлет — Полоний
- 1965 — Авария — следователь Пилипенко
- 1967 — Его звали Роберт — инспектор
- 1967 — Хроника пикирующего бомбардировщика — Кузьмичёв[9]
- 1968 — Интервенция — провизор Соломон Штурман
- 1968 — Удар! Ещё удар! — профессор Вахрамов
- 1970 — Ночная смена — Пономарёв
- 1972 — Меченый атом — Сергей Константинович
- 1972 — Достояние республики — Прокопий Филиппович Доброво, криминалист
- 1972 — Пятая четверть — Иван Васильевич Кондриков
- 1977 — Фронт за линией фронта — Андрей Андреевич Беляев, доктор

#### Озвучивание
- 1936 — Депутат Балтики — Куприянов (роль А. А. Мельникова)
- 1954 — Мы с вами где-то встречались — попутчик, директор 8-го обувного магазина (роль А. И. Кузнецова)
- 1955 — Девушка-джигит
- 1958 — Последний дюйм — Бен Энсли (роль Н. Н. Крюкова)
- 1963 — Улица Ньютона, дом 1 — Виктор Антонович Лунёв (роль Б. И. Горшенина)
- Парацельс / Paracelsus (1943) (роль Парацельса в исполнении Вернера Крауса)

#### Участие в фильмах
- 1967 — Юрий Толубеев (документальный)
- 1969 — Рядом с другом (документальный)
- 1974 — Мир Николая Симонова (документальный)
- 1976 — Юрий Толубеев (документальный)

#### Архивные кадры
- 1998 — Игорь Горбачёв (документальный)
- 1998 — Юрий Толубеев (из цикла телепрограмм канала ОРТ «Чтобы помнили») (документальный)

### Сочинения
Путь к образу (Из творческого опыта). — М.: Искусство, 1952. — 128 с.

## Память
В Санкт-Петербурге на доме, где в 1953—1963 годах жил актёр (Суворовский проспект, 56), установлена мемориальная доска. В 2016 году в Санкт-Петербурге появился Толубеевский проезд, названный в честь Юрия и Андрея Толубеевых.